# John Snersrud
John Andersen Snersrud est un coureur norvégien du combiné nordique et sauteur à ski, né le 7 octobre 1902 à Gulsvik et mort le 10 février 1986 à Rjukan.

## Biographie
Il remporte sa seule médaille internationale aux Jeux olympiques d'hiver de 1928 à Saint-Moritz, en bronze sur le combiné derrière ses compatriotes Johan Grøttumsbråten et Hans Vinjarengen, grâce au troisième meilleur résultat au saut.
En 1928, il se rend au Japon et contribue au développement du saut à ski dans ce pays.
En 1930, aux Championnats du monde à Oslo, il se classe huitième du combiné et neuvième du saut à ski.
Résident de Rjukan, il y travaille en tant qu'électricien jusqu'à sa retraite.

## Palmarès

### Jeux olympiques
| Épreuve / Édition | Saint-Moritz 1928 |
| Individuel        | Bronze            |